# ريال جمهورية أمريكا الوسطى

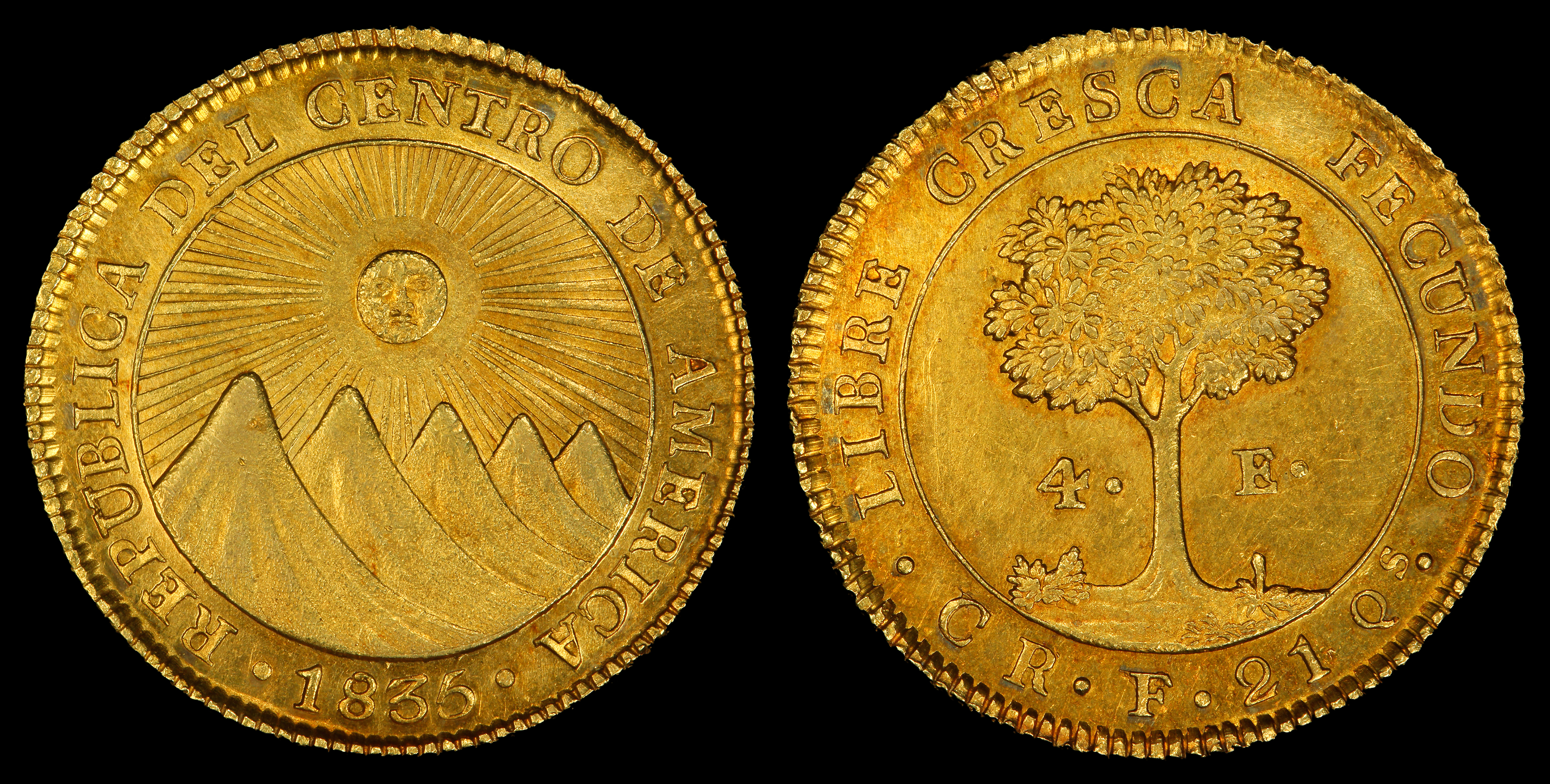
جمهورية أمريكا الوسطى، 4 إسكودوس (1835). ضرب في سان خوسيه، كوستاريكا (تم سك 697).

ريال هو عملة جمهورية أمريكا الوسطى الاتحادية من 1824 إلى 1841/1838. تعادل ستة عشر ريالات فضية ذهب واحد من الاسكودو. حل ريال جمهورية أمريكا الوسطى محل ريال المستعمرات الإسبانية على قدم المساواة واستمر في التداول وإصداره بعد مغادرة الدول التأسيسية من جمهورية أمريكا الوسطى. تم استبدال العملة بالريال الكوستاريكي والبيزو السلفادوري والبيزو الغواتيمالي والريال الهندوراسي والبيزو النيكاراغوي.